# Lira (artist)
Lira, född 14 mars 1979 i Daveyton, är en sydafrikansk sångerska. Hennes namn betyder "kärlek" på sesotho.

## Karriär
Lira började framträda live när hon var 16 år. Hon sjöng både covers och låtar som hon själv skrivit. År 2000 blev hon upptäckt av producenten Arthur Mafokate som gav henne ett skivkontrakt med 999 Music. År 2003 släpptes hennes debutalbum All My Love. Nästa år bytte hon skivbolag till Sony Music Africa och släppte år 2006 ut sitt andra album Feel Good. Hon har blivit nominerad och vunnit priser flera gånger vid South African Music Awards. Hon framträdde vid öppningsceremonin till Världsmästerskapet i fotboll 2010 den 11 juni 2010.

## Diskografi

### Album
- 2003 – All My Love
- 2006 – Feel Good
- 2008 – Soul in Mind
- 2009 – Lira Live in Concert: A Celebration
- 2011 – Return to Love
- 2011 – The LIRA EP
- 2012 – Rise Again - U.S